# Jan Hendrik Frans Karel van Swinderen
Jan Hendrik Karel Frans van Swinderen (Balk, 5 september 1837 - Balk, 15 mei 1902) was een Nederlands politicus.

## Familie
Van Swinderen was een telg uit het geslacht Van Swinderen en een zoon van jhr. Gerard Regnier Gerlacius van Swinderen (1804-1879) en Constantia Johanna barones Rengers (1795-1859). Zowel zijn vader als zijn grootvader jhr. mr. Oncko van Swinderen van Rensuma waren lid van de Eerste Kamer. Hij trouwde met Frederika Christina Henriëtte barones Taets van Amerongen (1833-1892). Zij woonden met hun gezin op Huize Rijs. Van zijn moeders familie erfde Van Swinderen in 1860 kasteel Lunenburg in het Utrechtse Langbroek. Hij liet er zijn vader wonen en verhuurde het na diens dood in 1879. In 1888 verkocht hij Lunenburg aan mr. Joan Gerard Kruimel.

## Loopbaan
Van Swinderen studeerde Romeins en hedendaags recht aan de Leidse Hogeschool en promoveerde in 1861 op zijn dissertatie Over den oorsprong en de geschiedenis van de Floreenen in Friesland. Hij volgde in augustus 1863 op 25-jarige leeftijd zijn vader op als burgemeester van Gaasterland en bleef aan tot zijn overlijden. Hij had diverse nevenfuncties en was onder meer dijkgraaf van het waterschap De Wiel, voorzitter van waterschap De Grote Noordwolderpolder en lid c.q. dijksgedeputeerde van waterschap Zeven Grietenijen en Stad Sloten.
Hij werd lid van de Provinciale Staten van Friesland (1865-1879) en was van 8 oktober 1878 tot 1 augustus 1879 lid van de Tweede Kamer der Staten-Generaal, nadat hij Abraham Johan Thomassen à Thuessink van der Hoop van Slochteren bij de verkiezingen versloeg. Hij sprak in de Kamer bij de artikelsgewijze behandeling van enkele (meest) kleinere wetsvoorstellen. Vanaf 16 september 1879 tot aan zijn overlijden was hij lid van de Eerste Kamer. Hij sprak daar onder meer over waterstaat, financiën en binnenlandse zaken.
Van Swinderen werd in 1887 benoemd tot ridder in de Orde van de Nederlandse Leeuw. Hij overleed in 1902 op 64-jarige leeftijd.
- Biografisch Portaal: 58291803
- Digitale Bibliotheek voor de Nederlandse Letteren: swin016
- Gemeinsame Normdatei: 1136057757
- International Standard Name Identifier: 0000 0003 9785 0142
- Nederlandse Thesaurus van Auteursnamen: 157874648
- Parlement.com: vg09ll9x42tr
- Virtual International Authority File: 61917862
- WorldCat: E39PBJf8wQTrcfj9kb4HMtbfMP